# Cottus girardi
Cottus girardi är en fiskart som beskrevs av Robins, 1961. Cottus girardi ingår i släktet Cottus och familjen simpor. Inga underarter finns listade i Catalogue of Life.